# V Rada Narodowa Rzeczypospolitej Polskiej
V Rada Narodowa Rzeczypospolitej Polskiej – zwołana została 15 grudnia 1973 r. pod przewodnictwem Franciszka Wilka. Składała się z 234 osób: 61 delegowanych przez stronnictwa i ugrupowania polityczne, 56 wybranych w wyborach powszechnych przez społeczeństwo emigracyjne w Wielkiej Brytanii, 66 wybranych w innych krajach wolnego świata, 3 powołanych przez Prezydenta Rzeczypospolitej spośród organizacji wyznaniowych, 28 delegowanych przez naczelne organizacje społeczne, kombatanckie, naukowe, kulturalno-oświatowe i młodzieżowe, 20 powołanych przez Prezydenta Rzeczypospolitej. Została rozwiązana 28 maja 1978 r.

## Członkowie V Rady Narodowej Rzeczypospolitej Polskiej[6]

### Członkowie delegowani przez stronnictwa i ugrupowania polityczne[2]

#### Liga Niepodległości Polski
- Edmund Charaszkiewicz
- Mieczysław Chmielewski
- Mikołaj Dolanowski
- Eugeniusz Kostelecki
- Stefan Mękarski
- Bohdan Podoski
- Józef Poniatowski
- Kazimierz Trębicki
- Bohdan Wendorff
- Jerzy Zaleski

#### Niezależna Grupa Społeczna
- Teresa Affeltowicz
- Walery Choroszewski
- Jan Kaczmarek
- Maksymilian Lorenz
- Henryk Niedziałkowski
- Krystyn Ostrowski
- Artur Rynkiewicz
- Kazimierz Sabbat
- Mieczysław Sas-Skowroński
- Jerzy Szulc

#### Polska Partia Socjalistyczna
- Adam Ciołkosz
- Alfred Urbański
- Stanisław Borczyk
- Lidia Ciołkoszowa
- Bronisław Przyłuski
- Włodzimierz Skrzyński
- Wacław Zagórski
- Jerzy Załuski
- Janusz Zawadzki
- Józef Żmigrodzki

#### Polskie Stronnictwo Ludowe
- Władysław Banasiewicz
- Bogumił Domański
- Antoni Hermaszewski
- Jan Kazimierski
- Marian Kochan
- Helena Stefańczykowa
- Józef Sukiennik
- Franciszek Wilk
- Stanisław Wiszniewski
- Józef Kisza

#### Chrześcijańska Demokracja
- Bolesław Dziedzic
- Zygmunt Muchniewski
- Jan Polinkiewicz
- Józef Tomasz Raca
- Cezary Sierankowski
- Ryszard Silinicz

#### Związek Socjalistów Polskich
- Stanisław Laurentowski
- Antonina Płońska
- Adam Pragier
- Sylwester Karalus
- Kordian Józef Zamorski

#### Ruch Niezależnej Polityki Polskiej
- Józef Wnuk
- Mieczysław Zygfryd Słowikowski
- Antoni Bolesław Brochwicz-Lewiński

#### Stronnictwo Pracy
- Krzysztof Mojzesowicz
- Stanisław Kondras

#### Niezależny Ruch Społeczny
- Maria Dębicka
- Mieczysław Młotek
- Kazimierz Okulicz
- Wiesław Strzałkowski
- Jan Woźniak

### Członkowie powołani przez Prezydenta Rzeczypospolitej spośród organizacji wyznaniowych

#### Instytut Polskiej Akcji Katolickiej
- Ferdynand S. Bissinger

#### Zrzeszenie Ewangelików Polaków w W. Brytanii
- Halina Martin

#### Polski Kościół Prawosławny
- Konstanty Kościuczyk

### Członkowie delegowani przez organizacje społeczne, naukowe, kulturalno-oświatowe i młodzieżowe

#### Stowarzyszenia społeczne o charakterze ogólnym

##### Zjednoczenie Polskie w W. Brytanii
- Ignacy Buszewski
- Franciszek Miszczak
- Stanisław Parol
- Stanisław Przebój-Stawicki
- Mieczysław Sotowicz

##### Stowarzyszenie Lotników Polskich
- Mieczysław Sawicki
- Leszek Spaczyński

##### Zjednoczenie Polek na Emigracji
- Elżbieta Zamoyska
- Maria C. Leśniakowa

##### Obywatelski Związek Polek
- Wanda Dziedzicowa

#### Stowarzyszenia kombatanckie

##### Stowarzyszenie Polskich Kombatantów
- Karol Ziemski
- Jarosław Żaba
- Mieczysław Brodziński

##### Koła Oddziałowe SPK
- Antoni Grudziński
- Jan Wawrzkiewicz

##### Związek Inwalidów PSZ
- Jan Trela

#### Organizacje naukowe

##### Polskie Towarzystwo Naukowe na Obczyźnie
- Zdzisław Stahl

#### Organizacje młodzieżowe

##### Związek Harcerstwa Polskiego
- vacat
- vacat

##### Zrzeszenie Studentów i Absolwentów Polskich na Uchodźstwie
- Kazimierz Stepan
- Jan Piotrowski

#### Inne

##### Związek Ziem Wschodnich RP
- Stanisław Wojciech Pola
- Roman Heyda

##### Koło Lwowian
- Stanisław Bronisław Kuniczak

## Prezydium Rady Narodowej[7][2]
- Franciszek Wilk – przewodniczący
- Krystyn Ostrowski – wiceprzewodniczący
- Bohdan Podoski – wiceprzewodniczący
- Janusz Zawadzki – wiceprzewodniczący
- Jarosław Żaba – wiceprzewodniczący
- Bolesław Dziedzic – wiceprzewodniczący
- Maria Leśniakowa – sekretarz
- Jan Kazimierski – sekretarz
- Jan Woźniak – sekretarz
- Antonina Płońska – sekretarz